# Mycetophila parapellucida
Mycetophila parapellucida är en tvåvingeart som beskrevs av Duret 1981. Mycetophila parapellucida ingår i släktet Mycetophila och familjen svampmyggor. Inga underarter finns listade i Catalogue of Life.